# Dunne kelderzwam
De dunne kelderzwam (Coniophora arida) is een schimmel behorend tot de familie Coniophoraceae. Hij leeft saprotroof, voornamelijk op naaldhout, niet zelden op loofhout, in vele bos- en struweeltypen.

## Kenmerken
Aan de bovenzijde bevindt zich een glad hymenium. De kleur is aanvankelijk geelachtig, daarna groenig tot olijfbruin of donkerbruin. De rand is witachtig en romig van kleur, meestal met zichtbare, uitstralende hyfen.
De sporen krijgen na behandeling met Melzers reagens een roodbruine kleur hetgeen onder een microscoop is waar te nemen.

## Verspreiding
In Nederland komt de dunne kelderzwam algemeen voor. Hij is niet bedreigd en staat niet op de rode lijst.